# Elección al Senado de los Estados Unidos en Kansas de 2020
La Elección al Senado de los Estados Unidos en Kansas de 2020 se llevaron a cabo el 3 de noviembre de 2020, para elegir a un miembro del Senado de los Estados Unidos para representar al Estado de Kansas, al mismo tiempo que las elecciones presidenciales de los Estados Unidos de 2020, así como otras elecciones al Senado de los Estados Unidos, elecciones a la Cámara de Representantes de Estados Unidos y diversas elecciones estatales y locales.
El 4 de enero de 2019, el senador republicano en funciones Pat Roberts anunció que no se postularía para un quinto mandato. Los candidatos tenían hasta el 1 de junio de 2020 para postularse para el puesto vacante o para retirarse si ya se habían presentado. Las primarias del Senado de los Estados Unidos se llevaron a cabo el 4 de agosto de 2020. El representante republicano de los Estados Unidos Roger Marshall y la senadora estatal demócrata Barbara Bollier fueron los nominados de sus respectivos partidos.

## Elección general

### Predicciones
| Fuente                | Clasificación   | As of                  |
| --------------------- | --------------- | ---------------------- |
| Cook Political Report | Pequeña ventaja | 29 de octubre de 2020  |
| Inside Elections      | Inclinándose    | 28 de octubre de 2020  |
| Sabato's Crystal Ball | Pequeña ventaja | 2 de noviembre de 2020 |
| 270toWin              | Pequeña ventaja | 2 de noviembre de 2020 |
| Político              | Pequeña ventaja | 2 de noviembre de 2020 |

### Encuestas
| Fuente de la encuesta                                                                      | Fecha(s) de realización                | Tamaño de muestra | Margen de error | Roger Marshall (R) | Barbara Bollier (D) | Jason Buckley (L) | Otro Indecisos |
| ------------------------------------------------------------------------------------------ | -------------------------------------- | ----------------- | --------------- | ------------------ | ------------------- | ----------------- | -------------- |
| Data For Progress                                                                          | 27 de octubre - 1 de noviembre de 2020 | 1,121 (LV)        | ± 2.9%          | 51%                | 45%                 | 4%                | 1%             |
| VCreek/AMG                                                                                 | 25-27 de octubre de 2020               | 1,149 (LV)        | ± 3.8%          | 47%                | 43%                 | 2%                | 8%             |
| GBAO Strategies/Bollier for Kansas Archivado el 2 de noviembre de 2020 en Wayback Machine. | 25-27 de octubre de 2020               | 600 (LV)          | ± 4%            | 45%                | 46%                 | 4%                | –              |
| Public Policy Polling (D)                                                                  | 19-20 de octubre de 2020               | 897 (V)           | ± 3.3%          | 43%                | 43%                 | 5%                | 9%             |
| Siena College/NYT Upshot                                                                   | 18-20 de octubre de 2020               | 755 (LV)          | ± 4%            | 46%                | 42%                 | 4%                | 6%             |
| co/efficient (R)                                                                           | 18-20 de octubre de 2020               | 2,453 (LV)        | ± 3.7%          | 51%                | 39%                 | 2%                | 8%             |
| VCreek/AMG (R)                                                                             | 29-30 de septiembre de 2020            | 3,104 (LV)        | ± 1.75%         | 42%                | 45%                 | 2%                | 11%            |
| Civiqs/Daily Kos                                                                           | 26-29 de septiembre de 2020            | 677 (LV)          | ± 4.5%          | 50%                | 43%                 | –                 | 5%             |
| GBAO Strategies (D)                                                                        | 24-27 de septiembre de 2020            | 600 (LV)          | ± 4%            | 43%                | 45%                 | 7%                | –              |
| Data For Progress (D)                                                                      | 14-19 de septiembre de 2020            | 883 (LV)          | ± 3.3%          | 40%                | 40%                 | 5%                | 15%            |
| co/efficient (R)                                                                           | 15-16 de septiembre de 2020            | 794 (LV)          | ± 3.5%          | 43%                | 39%                 | 2%                | 16%            |
| SurveyUSA                                                                                  | 8-9 de agosto de 2020                  | 1,202 (LV)        | ± 3.3%          | 46%                | 44%                 | –                 | 10%            |
| Public Policy Polling (D)                                                                  | 5-6 de agosto de 2020                  | 864 (V)           | ± 3.3%          | 43%                | 42%                 | –                 | 15%            |
| Civiqs/Daily Kos                                                                           | 30 de mayo - 1 de junio de 2020        | 699 (RV)          | ± 4.2%          | 42%                | 41%                 | –                 | 8%             |
| NMB Research (R)                                                                           | 17-19 de mayo de 2020                  | 506 (LV)          | ± 4.5%          | 46%                | 35%                 | –                 | 18%            |
| Public Policy Polling                                                                      | 10-11 de marzo de 2020                 | 1,567 (V)         | ± 2.5%          | 47%                | 37%                 | –                 | –              |

#### Encuesta hipotética
Bob Hamilton vs. Barbara Bollier
| Fuente de la encuesta | Fecha(s) de realización         | Tamaño de muestra | Margen de error | Bob Hamilton (R) | Barbara Bollier (D) | Otro Indecisos |
| --------------------- | ------------------------------- | ----------------- | --------------- | ---------------- | ------------------- | -------------- |
| Civiqs/Daily Kos      | 30 de mayo - 1 de junio de 2020 | 699 (RV)          | ± 4.2%          | 40%              | 41%                 | 8%             |

Kris Kobach vs. Barbara Bollier
| Fuente de la encuesta                                               | Fecha(s) de realización            | Tamaño de muestra | Margen de error | Kris Kobach (R) | Barbara Bollier (D) | Otro Indecisos |
| ------------------------------------------------------------------- | ---------------------------------- | ----------------- | --------------- | --------------- | ------------------- | -------------- |
| Civiqs/Daily Kos                                                    | 30 de mayo - 1 de junio de 2020    | 699 (RV)          | ± 4.2%          | 41%             | 42%                 | 7%             |
| NMB Research/NRSC (R)                                               | 17-19 de mayo de 2020              | 506 (LV)          | ± 4.5%          | 44%             | 43%                 | 12%            |
| Public Policy Polling (D)                                           | 13-14 de abril de 2020             | 1,271 (RV)        | ± 2.7%          | 42%             | 44%                 | 13%            |
| McLaughlin & Associates (R)                                         | 12-13 de febrero de 2020           | 300 (LV)          | ± 5.6%          | 47%             | 38%                 | 15%            |
| DFM Research Archivado el 10 de febrero de 2020 en Wayback Machine. | 30 de enero - 6 de febrero de 2020 | 600 (A)           | ± 4.0%          | 43%             | 43%                 | 10%            |

Kris Kobach vs. Barry Grissom
| Fuente de la encuesta   | Fecha(s) de realización | Tamaño de muestra | Margen de error | Kris Kobach (R) | Barry Grissom (D) | Otro Indecisos |
| ----------------------- | ----------------------- | ----------------- | --------------- | --------------- | ----------------- | -------------- |
| Tarrance Group/NRSC (R) | 9-11 de junio de 2019   | 600 (LV)          | ± 4%            | 42%             | 52%               | –              |

Con un republicano genérico vs. un demócrata genérico
| Fuente de la encuesta                                                                             | Fecha(s) de realización            | Tamaño de muestra | Margen de error | Republicano genérico | Demócrata genérico | Otro Indecisos |
| ------------------------------------------------------------------------------------------------- | ---------------------------------- | ----------------- | --------------- | -------------------- | ------------------ | -------------- |
| co/efficient/Keep Kansas Great PAC                                                                | 15-16 de septiembre de 2020        | 794 (LV)          | ± 3.5%          | 53%                  | 39%                | –              |
| Public Policy Polling (D)                                                                         | 13-14 de abril de 2020             | 1,271 (RV)        | ± 2.7%          | 50%                  | 40%                | 11%            |
| DFM Research/SMART Transportation Division Archivado el 10 de febrero de 2020 en Wayback Machine. | 30 de enero - 6 de febrero de 2020 | 600 (A)           | ± 4.0%          | 39%                  | 31%                | 30%            |
| Tarrance Group/NRSC (R)                                                                           | 9-11 de junio de 2019              | 600 (LV)          | ± 4.0%          | 44%                  | 36%                | –              |

### Resultados
| Elección al Senado de los Estados Unidos en Kansas de 2020 | Elección al Senado de los Estados Unidos en Kansas de 2020 | Elección al Senado de los Estados Unidos en Kansas de 2020 | Elección al Senado de los Estados Unidos en Kansas de 2020 | Elección al Senado de los Estados Unidos en Kansas de 2020 | Elección al Senado de los Estados Unidos en Kansas de 2020 |
| Partido                                                    | Partido                                                    | Candidato/a                                                | Votos                                                      | %                                                          |                                                            |
| ---------------------------------------------------------- | ---------------------------------------------------------- | ---------------------------------------------------------- | ---------------------------------------------------------- | ---------------------------------------------------------- | ---------------------------------------------------------- |
|                                                            | Republicano                                                | Roger Marshall                                             | 727,962                                                    | 53.22%                                                     |                                                            |
|                                                            | Demócrata                                                  | Barbara Bollier                                            | 571,530                                                    | 41.79%                                                     |                                                            |
|                                                            | Libertario                                                 | Jason Buckley                                              | 68,263                                                     | 4.99%                                                      |                                                            |
| Total                                                      | Total                                                      | Total                                                      | 1,367,755                                                  | 100.0%                                                     |                                                            |
| Margen de victoria                                         | Margen de victoria                                         | Margen de victoria                                         | 156,432                                                    | 11.43%                                                     |                                                            |
|                                                            | Control Republicano                                        |                                                            |                                                            |                                                            |                                                            |